# Шилпа Гупта
Шилпа Гупта (*1976 ) — сучасна індійська скульптор-авангардист, фотограф.

## Життєпис
Народилася у 1976 році у м. Бобмей (сучасний Мумбаї). З дитинства захоплювалася малювання. У 1992 році поступила до художньої школи Джей Джей у Бомбеї, яку закінчила у 1997 році, здобувши ступінь магістра у скульптурі. Вже у 1996 році бере участь у своїй першій виставці.
Натепер Шилпа Гупта є учасницею більш ніж 100 групових виставок та організатор близько 50 персональних виставок в Індії, Франції, Великій Британії, Бельгії, Словенії, Іспанії, Австралії, Новій Зеландії, КНР, США, Сингапурі, Нідерландах, Швейцарії, Канаді, Бразилії, Індонезії, Австрії, Німеччині, Південній Кореї, Туреччині, Мексиці, Таїланді, Тайвані, Італії, ОАЕ, Росії, Японії, Данії, Ізраїлі.
У 2011 році здобула премію премії, Бієнале де Куенка (Еквадор). Шилпа Гупта на сьогодні живе та працює у м. Мумбаї.

## Творчість
У своїх роботах поєднує відео, фотографію, інтеркактивні комп'ютерні інсталяції, перфоманс. Проекти Ш.Гупти охоплюють найрізноманітніші контексти: постфеміністське мистецтво, нові медіа-технології, художню антропологію, бієнале, міждисциплінарне змішання мистецтва, науки, психології та активізму.
На світогляд Гупти як митця та її творчість вплинули політичні, суспільні та соціальні фактори кінця 1980-х—початку 1990-х років. Насамперед падіння Берлінської стіни у 1989 році, руйнування мечеті Бабрі Масджід в Айодхьї у 1991 році, а також поява в Індії з середини 1990-х років передових технологій обробки зображень і передачі інформації. Її погляди відображені в роботах «Ваш супермаркет з нирками» (2002–2003 роки), що розповідає про геополітику біологічного піратства, «Без назви» (2001 рік) — про табу, накладених на теми про менструації.
Гупта переступає крихкі і розпливчасті кордони між священним і світським, змальовуючи контури самосвідомості художника, що накладається на самосвідомість громадянина («Сором» (2002–2004 роки) про релігійні забобони і «Благословенна частота» (2003 рік) про релігійність нового покоління). У цьому ж контексті створені інтерактивні відеопроєкції «Без назви (Війна проти тероризму)» (2004–2005 роки) і «Напіввдови» (2005–2006 роки).
Пригніченість в роботах художниці виражена в спектральній формі — у вигляді гри тіней в інтерактивної відеопроєкції «Без назви (Тіні I, II & III)», 2006–2007 роки.
Засіб самовираження для Шилпа Гупти — це самосприйняття її глядачів, роботи Шиолпи більше відіграють роль реквізиту для її одкровень. Це помітно у серії робіт про співаючі мікрофони («Співуча хмара», 2008–2009 роки).

## Нагороди
- Призер премії Трансмедіале-2004 у Берліні
- Санкстріті Пратхіштхан, 2004 рік, Нью-Делі